# 東京拘置所
東京拘置所（日语：／ Tōkyō kōchisho */?）為位於日本東京都葛飾區的拘置所，由法務省東京矯正管區管轄，也是日本七座執行死刑的刑場之一，設有絞刑室。

## 概要

### 刑場

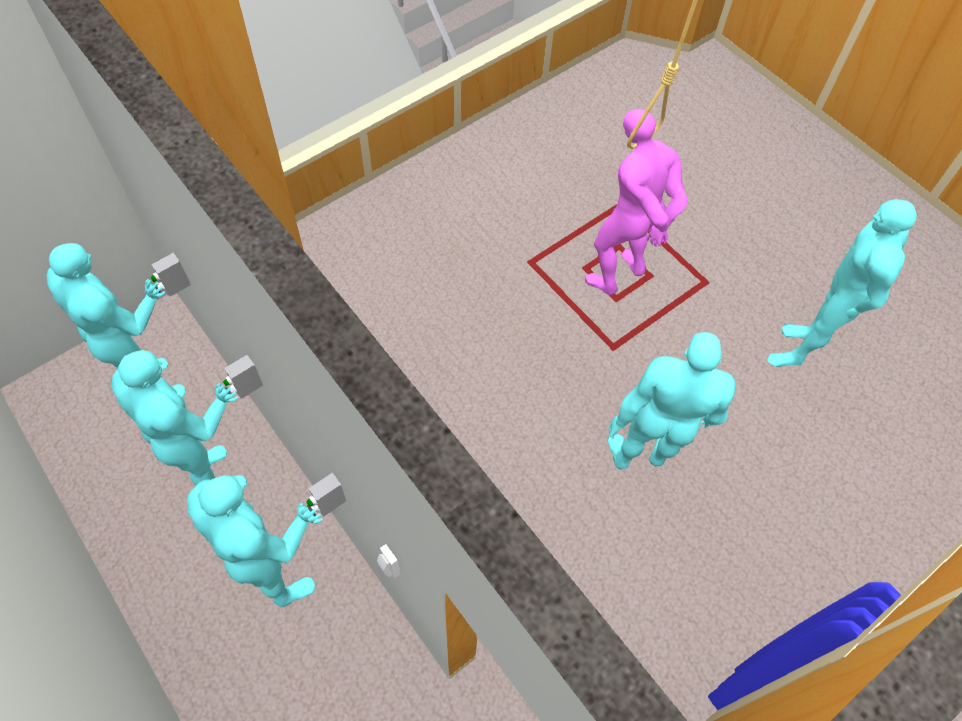
用電腦CG模擬的東京拘置所刑場

日本的死刑執行方式為絞刑，採類似原英國（現已廢除死刑）的《官方絞刑公式表》，即根據死刑犯的體重決定絞索的長度，以確保墜落距離足以令頸椎立即骨折，能瞬間（約0.06秒）使死刑犯失去意識。
現刑場於2006年12月完工，在新刑場完工前，在押死刑犯皆會送往位於宮城縣仙台市的宮城刑務所執行死刑。控制室位於絞刑機一旁之房間內，兩座空間由牆隔開，行刑者無法觀看受刑人受刑之過程。行刑時由三名行刑者同時按押三具按鈕以開啟受刑人腳下之活門，此一安排是為減輕行刑者的心理負擔，類似於行刑隊。
2010年8月27日，時任法務大臣千葉景子首度將刑場開放給媒體參觀。

## 死刑犯

### 在押死刑犯
正在日本監禁的死刑罪犯列表
植松聖:相模原障害者施設殺人事件兇嫌，2020年死刑定讞。
木嶋佳苗:首都圈連續異常死亡事件兇嫌，女性，2017年死刑定讞

### 已處決死刑犯
- 麻原彰晃，東京地鐵沙林毒氣事件首謀，2018年7月6日與6名共犯一同被執行死刑。而廣瀨健一等另外6名共犯亦於同年7月26日被執行死刑[1]。
- 加藤智大:秋葉原殺人案兇嫌，2022年死刑執行。
- 白石隆浩:座間九屍命案兇嫌，2025年死刑執行。